# Керченська мечеть
Ке́рченська мече́ть, Керич Джамі (крим. Keriç Cami), Джума́-Джамі́ (крим. Cuma Cami — П'я́тнична мече́ть) — мечеть, що знаходиться в Керчі (АР Крим) за адресою вул. Пушкіна, 8. Мечеть побудовано 1850 року. Пам'ятка культурної спадщини України.

## Історія

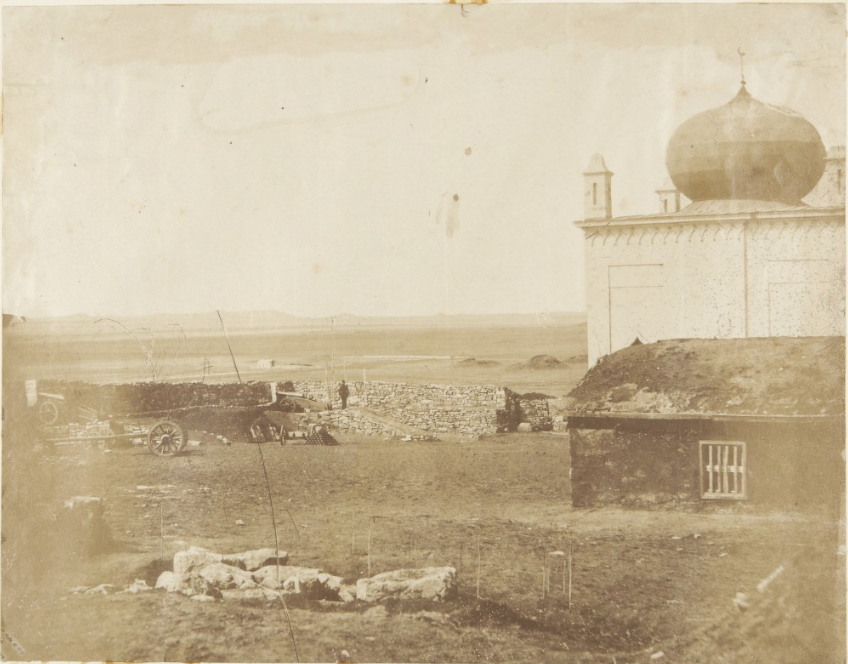
Британська артилерійська позиція у дворі Керченської мечеті, Кримська війна, 1855

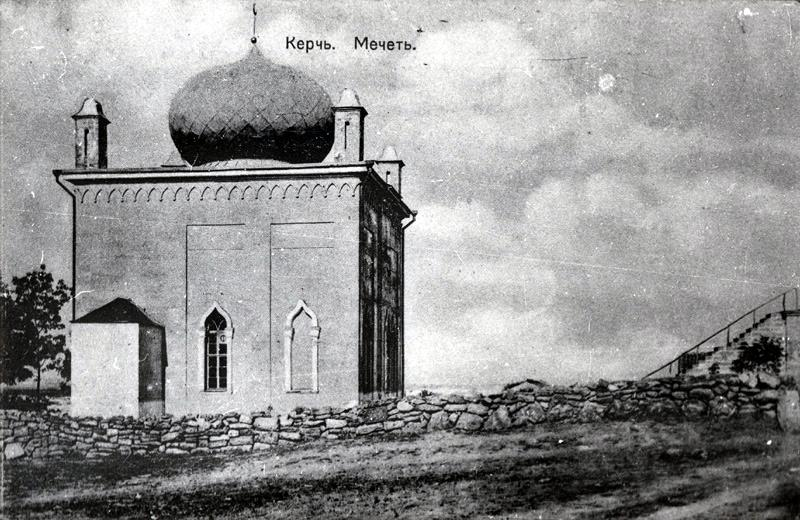
Мечеть в 1910-ті роки

Передумовою до будівництва мечеті було рішення генерал-губернатора Новоросійського та Бессарабського Михайла Воронцова побудувати в 1839 році поблизу Керчі мусульманський форштадт, мешканці якого звільнялися від податкових зборів і призову в армію на 25-річний період. Усередині форштадта було вирішено побудувати мечеть, на будівництво якої було виділено 1428 рублів сріблом. Проте цього бюджету для будівництва мечеті не вистачило.
До спорудження мечеті повернулися в 1842 році, коли градоначальник Керчі Захар Херхеулідзев створив будівельну комісію. Її очолив купець і православний меценат Василь Якович Гущин. Служби в недобудованій мечеті почали проводити в 1844 році, проте повністю будівництво було завершено в 1850 році.
Будівництво мечеті обійшлося бюджету в 5004 рублів сріблом. Будівля має кам'яну кладку, скріплену залізом і заливкою зі свинцю. Мечеть також мала кам'яний купол. Мінарет не було побудовано через брак коштів, але при цьому для нього було викладено основу. Муедзин закликав вірян із відкритого узвишшя.
Під час облоги Севастополя під час Кримської війни до зими 1854—1855 року сторони зайшли в позиційний глухий кут. Щоб переломити ситуацію та порушити шляхи постачання обложених, англо-французьке командування під час Азовської кампанії навесні 1855 року вирішило захопити Керченську протоку та загрожувати російським портам Азовського моря. 12 (24) травня 1855 року англо-французький флот із 57 кораблів, 11 плавучих батарей і декількох десятків дрібних суден увійшов до Керченської протоки. На їхньому борту перебував 16-тисячній десант. Союзники зайняли Керч після короткого бою з береговими батареями та закріпилися в місті. До цього моменту відноситься перша відома фотографія Керченської мечеті. Британський фотограф Джеймс Робертсон (James Robertson) знімав позиції британської артилерії, які використовували паркан мечеті як бруствер. На знімку видно дві легкі гармати та піраміду з ядер. Тепер[коли?] фото зберігається в Художньому музеї Принстонського університету.
У 1938 році мечеть було закрито. З неї був знятий купол. Приміщення було перероблено під кінотеатр. Пізніше будівлю займала бібліотека імені Некрасова.
На початку 1990-х років на тлі повернення кримських татар із місць депортації мечеть повернули мусульманській громаді. Службу в мечеті було відновлено в 1998 році. Будівля при цьому була в аварійному стані. 2007 року з бюджету АР Крим на ремонт мечеті було виділено 390 тисяч гривень. Указом Міністерства культури та туризму України від 25 жовтня 2010 року мечеть було визнано пам'яткою архітектури та містобудування.
Улітку 2015 року було розпочато реконструкцію мечеті. Місткість мечеті після реконструкції за проєктом повинна була скласти 300 чоловік. До липня 2015 року було встановлено новий купол. У липні 2018 роки за два місяці був зведений мінарет заввишки 33 метри та завершено реставрацію фасаду. Реконструкція здійснювалася за рахунок благодійних пожертв. До червня 2020 року мечеть була прикрашена новою підсвіткою.

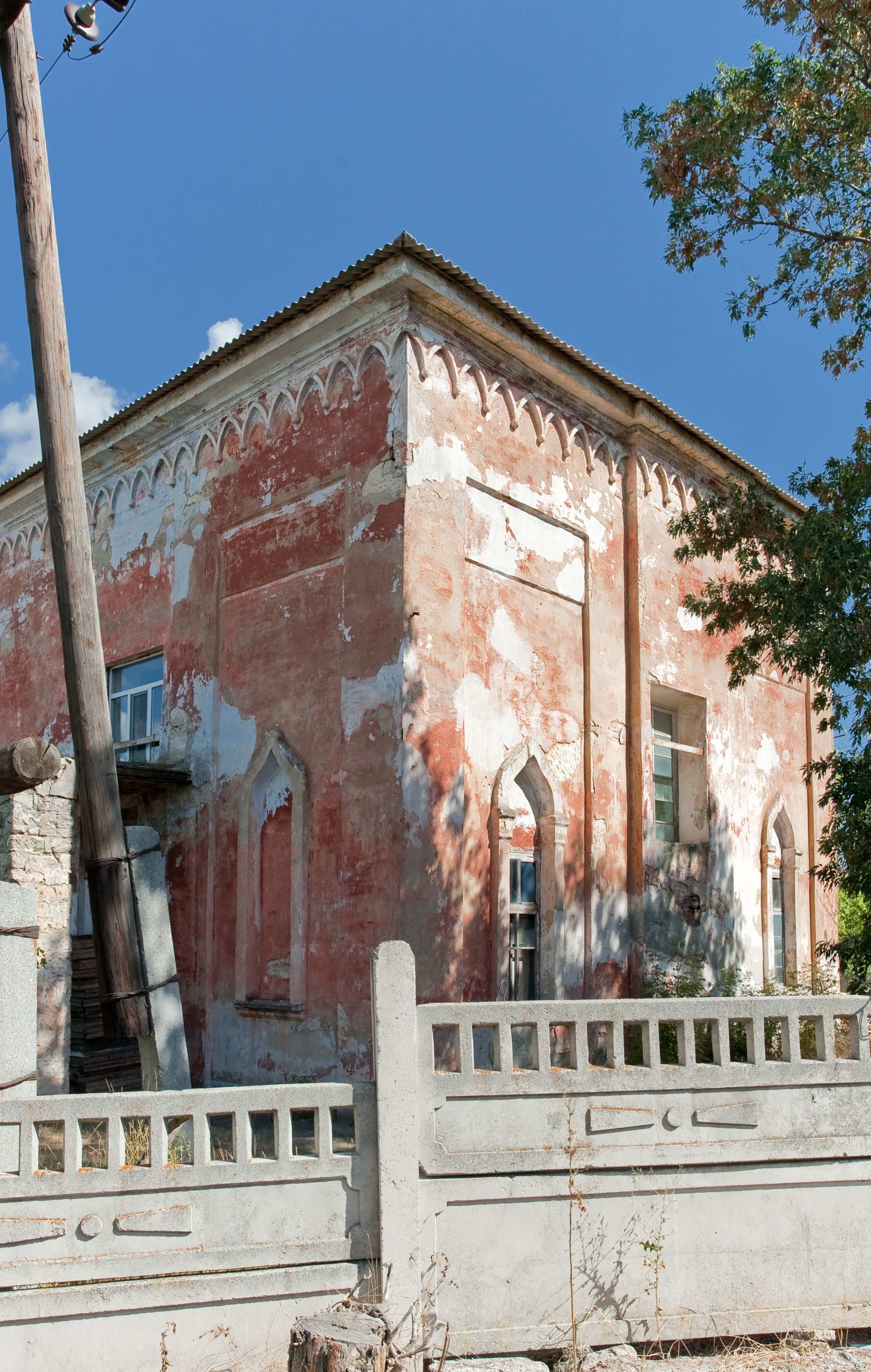
2012 рік
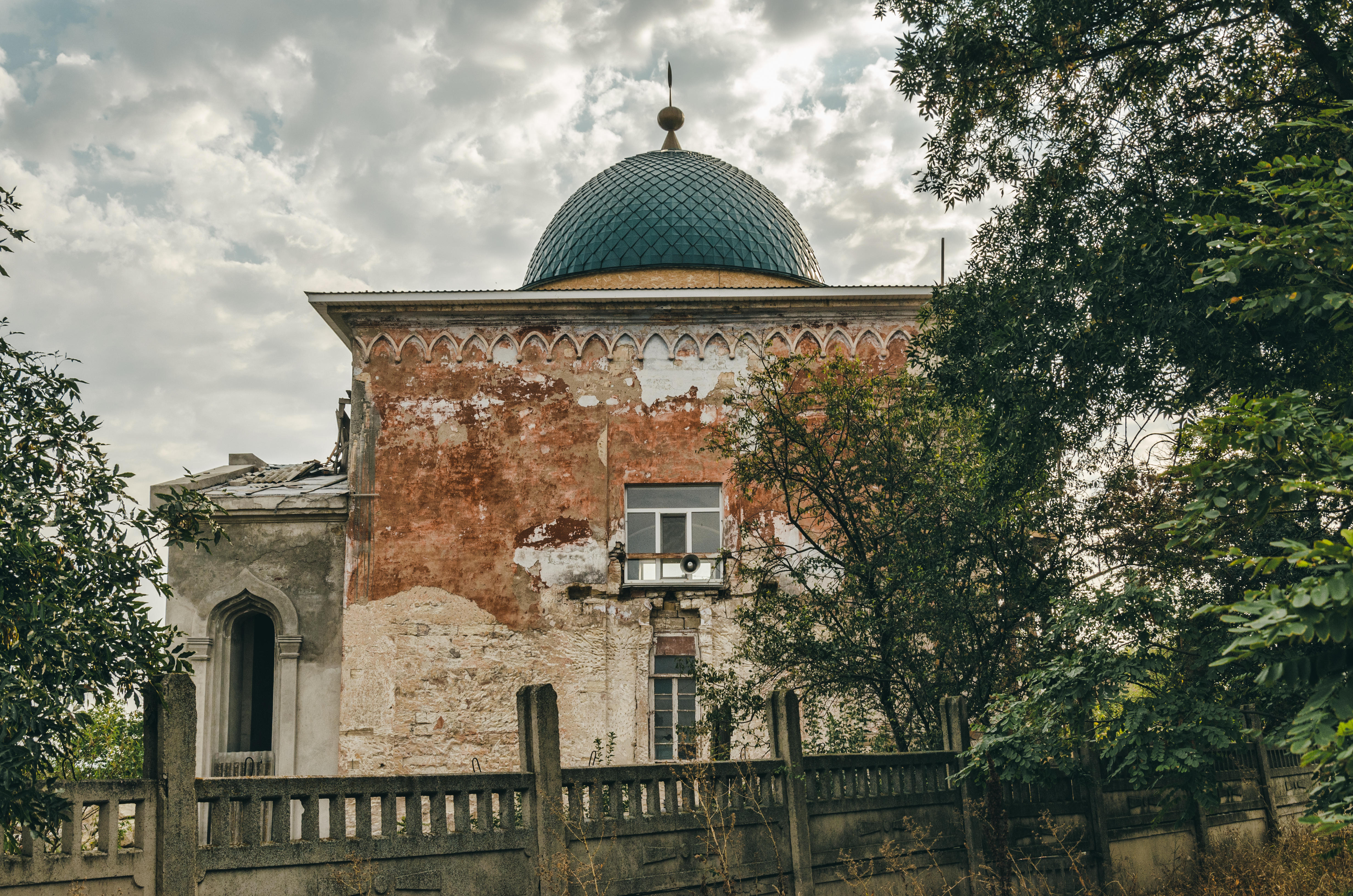
2015 рік
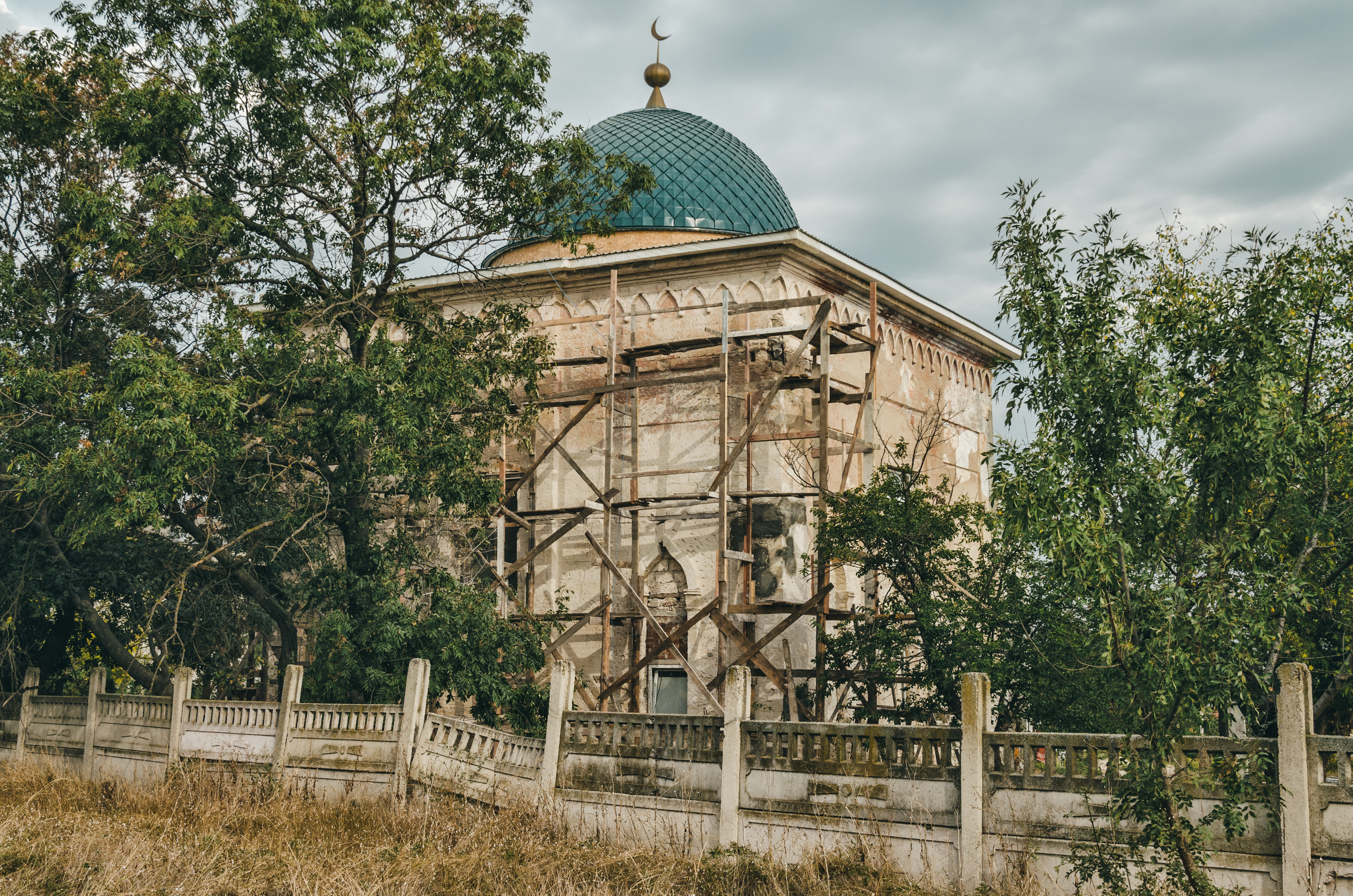
2015 рік
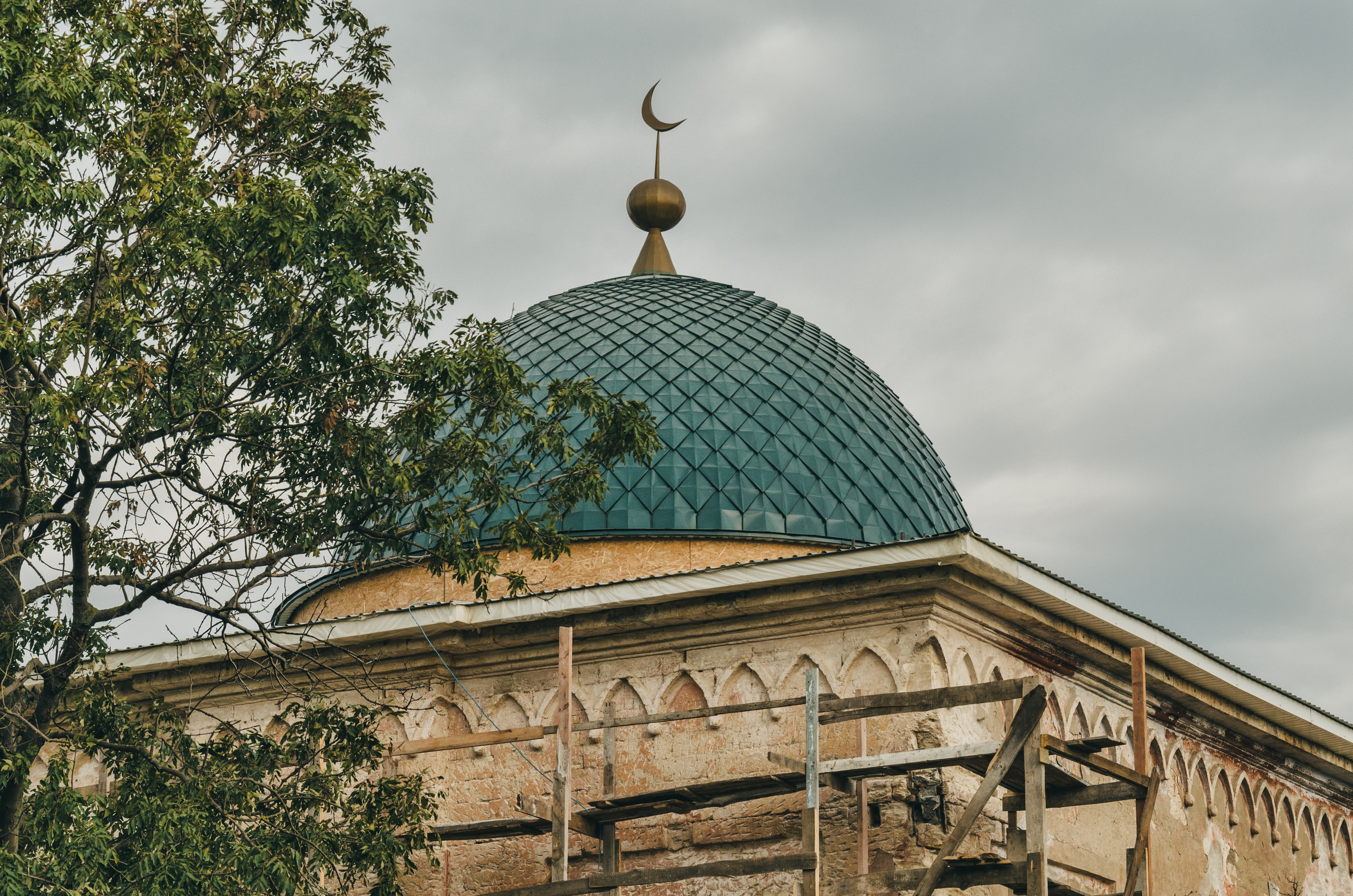
2015 рік